# Lahet
Lahet je Platonov dijalog vremenski smješten između 424. i 418. god. pr. Kr. u kojem Sokrat sa svojim sugovornicima raspravlja o poučavanju i hrabrosti. Nijedan od likova koji se pojavljuju u dijalogu nije izmišljen.

## Likovi
Lisimah, Melesija, Nikija, Lahet, sinovi Lisimaha i Melesije, Sokrat

## Radnja
Lisimah i Melesija, dvojica starijih ljudi, pozvali su atenske vojskovođe Nikiju i Laheta na gledanje demonstracije borbe teškim oružjem. Dijalog počinje nakon borbe Lisimahovim objašnjavanjem kako ih je pozvao da bi zajedno pronašli najbolji mogući odgoj za njegovog sina Aristida i Melesijinog sina Tukidida, nazvanih po njihovim slavnim djedovima.  Lahet uvodi Sokrata u razgovor usput hvaleći njegovo postupanje u bitci kod Delija u kojoj su zajedno sudjelovali. Nikija je prvi koji iznosi svoje mišljenje o tome je li nauk borbe teškim oružjem prikladan za odgoj momaka ili nije – on smatra da ono, osim što može biti od koristi u pravoj borbi i što će mladićima tijelo ojačati, doprinosi daljnem interesu za izučavanje cjelokupnog vojnog znanja kao i hrabrosti i neustrašivosti u ratu za onog tko to znanje posjeduje. Lahet iznosi suprotno mišljenje, govoreći kako to možda ni nije umijeće navodeći kao argumente činjenice da taj nauk Lakedemonjani, koji su poznati po tome da se bave jedino ratnim umijećem, ne poznaju, i da se oni koji su izvježbani za borbu teškim oružjem nikada nisu proslavili u ratu. Navodi pritom zgodu Stesilaja, kojeg su maloprije gledali u demonstraciji mačevanja, kako se jednom prilikom u borbi osramotio pošto mu je oružje zapelo za teretni brod. Pošto je čuo dva suprotna mišljenja, Lisimah upita Sokrata za mišljenje kako bi odlučio čiji stav prihvatiti. Sokrat ukazuje da ne treba olako prihvatiti mišljenje većine i ne odgovara izravno na pitanje, već upozorava da jedini referentan po tom pitanju može biti onaj koji može dokazati svoje znanje u određenom umijeću i odgoju: „Slijedi da trebamo i mi, Lahete i Nikija, budući su nas Lisimah i Melesija pozvali na raspravu zbog svoja dva sina, žudeći da im duše postanu najbolje – ako možemo reći, pokazati im, koji su od nas i sami dobri učitelji, a i duše mnogih mladih su odgojili, te zatim pokazati one koji su nas poučili. Ili ako tko od nas kaže da nema svog učitelja, ali može navesti svoja djela, treba da pokaže neke Atenjane ili strance, bili robovi ili slobodni, koji su prema općem suglasju s njegovom pomoći postali dobri“ (186 a, b). Lahet i Nikija, uz odobravanje Lisimaha i Melesije, pristanu odgovarati na Sokratova pitanja i sudjelovati u razgovoru kako bi došli do odgovora koji je od njih dvojice kompetentniji postati učiteljem i koje vještine i umijeća pritom poučavati. Sokrat usmjerava razgovor na pitanje vrline koja bi duše mladića učinila boljima: „Ali, ne moramo li mi prvo znati što je vrlina? Ako uopće ne znamo što je to vrlina, kako bismo nekome mogli savjetovati kako da je najbolje stekne?“ (190 b). Nakon toga, s obzirom na to da je prvotno bila riječ o ratnom umijeću, Sokrat ide dalje i specificira jedan dio vrline - hrabrost. Lahet, upitan što je to hrabrost, iznosi prvu definiciju:
„Ako netko naime odlučno stoji u stroju i bori se protiv neprijatelja a ne bježi, znaj da je taj hrabar.“ (190 e)
Međutim, definiciju Sokrat pobija tako što navodi primjere vojsci koje su bile uspješne i izvan stroja, u sveopćem napadu ili u bježanju iz kojeg su krenuli u kontranapad. Nadalje, takva formulacija hrabrosti izostavila bi sve druge djelatnosti, osim vojne, u kojima je hrabrost također prisutna. Lahet zatim daje drugu definiciju:
„Čini mi se da je neka postojanost duše(…)“ (192 b)
Sokrat ga navodi na malu korekciju u toj definiciji pošto postojanost duše u činjenju nečeg lošeg i škodljivog ne bi označavalo hrabrost:
„(…) naime, hrabrost bi bila razborita postojanost.“ (192 d)
Problem u toj definiciji je upravo taj dodatak „razborita“ pošto kasnije Sokrat dokazuje da upravo oni nerazboriti iskazuju veću hrabrost od razboritih. Lahet izražava srditost što ne zna sročiti u riječi svoje znanje hrabrosti kojeg kaže da posjeduje, ali ga ne može dokučiti govorom. Nakon toga, Nikija se uključuje u razgovor, izjednačava hrabrost, dobrotu i mudrost te kaže da hrabrost smatra:
„(…) znanjem onoga strašnoga i bezopasnoga, i u ratu i u svemu ostalom.“ (194e, 195)
Tome se suprotstavi Lahet kritizirajući Nikiju. Nikija objašnjava da se njegova definicija ne odnosi na one koji se ne plaše zbog bezumlja ili drskosti, već na one rijetke koji hrabrost i promišljenost posjeduju. Međutim, i ovu, zadnju, definiciju Sokrat uspijeva pobiti prikazujući ju kao sveobuhvatnu definiciju vrline kao takve, a ne hrabrosti kao jednog njezinog dijela: „I sada, izgleda, prema tvom govoru hrabrost nije samo znanje strašnog i sigurnog, nego gotovo svakoga dobra i zla, bilo kad je“ (199 c), „Dakle, Nikija, hrabrost ne bi bila dio vrline kako sad kažeš nego čitava vrlina“ (199 e). Na kraju razgovora obojica vosjkovođa predlažu Lisimahu i Melesiji da uzmu Sokrata za učitelja, međutim Sokrat to odbija i predlaže da bi svi oni trebali naći nekoga tko će ih poučavati pošto nisu pokazali da posjeduju znanje.

## Vrijeme radnje i nastanka
Ne zna se točno kad je Platon djelo napisao, ali dijalog spada u prvu fazu njegova stvaralaštva, a vrijeme samog razgovora smješteno je u razdoblje između 424. g. pr. Kr. kad je bila bitka kod Delija koja se u dijalogu spominje kao prošla, i 418. g. pr. Kr. kad je Lahet poginuo u bitci kod Mantineje, dok je ovdje sudionik u razgovoru.   

## O metodi
U „Lahetu“ je prisutan elenchos, pojam koji označava sokratovsku metodu ispitivanja sugovornika u kojoj se nizom pitanja upućenima sugovorniku pokušava doći do definicije ili znanja o nekoj temi, a karakterističan je za sve dijaloge Platonove rane faze stvaralaštva u kojoj on, uglavnom, opisuje Sokratove razgovore. Međutim, iako Sokrat ispituje svoje sugovornike u nadi da će naučiti nešto od njih i steći istinsko znanje, dijalozi završavaju aporijom (aporia – zbunjenost, nejasnoća), to jest, do pravog odgovora se ne dolazi pošto se pokaže da Sokratovi sugovornici ipak ne posjeduju pravo znanje. Po svom se završetku ti dijalozi još nazivaju aporetskim dijalozima.

## Citati
- „Čini mi se da ne znaš kako onaj koji je blizu Sokratu, i tko mu pristupi u razgovoru, po nekoj nuždi, ako se i počelo razgovarati o nečemu drugom, neće prestati biti vođen u razgovoru od njega, prije nego dadne račun o sebi, na koji način sada živi i kako je proživio dosadašnji život.“ (187 d)
- „Jamačno priliči, o blaženi, onome tko upravlja najvećim poslovima da ima udjela u najvećoj razboritosti.“ (197 e)
- „Strah je očekivanje budućeg zla“ (198 b)
- „Činiš mi se kako činiš ono uobičajeno ljudsko, jer ne gledaš sebe nego na druge.“ (200 a)
- „(…) svi mi trebamo skupa tražiti što boljeg učitelja, ponajviše nama samima – treba nam zaista – a onda i za mladiće (…)“ (201 a)